# 장영표
장영표(1958년 ~ )은 대한민국의 의사, 의대교수이다.

## 학력
- 서울대학교 의과대학 소아과학(박사)

## 생애
보라매 병원에서 전담의중 서울대학교에서 1995년 소아과에서 박사학위를 마쳤다. 학위중 단국대학교 교수로 임용되었다. 또한, 2005년부터 단국대학교 의과대학 부속병원 의과학연구소 소장에 재직하였다.조국 사태에 핵심인물중 한명이다.

## 사건 사고

### 조국 사태에 핵심인물 논란
단국대학교에서 2008년 인턴을 하였던 조민에게 논문 제 1저자로 선물 저자를 주어서, 대가성 특혜를 주었다는 의혹이 있다. 이 것이 대가성이 있는 것인지는 계속 소송이 진행중인 상황이지만, 장영표 아들의 인터뷰와 법정 증언에 의하면, 당시 같은 한영외고에 재학중이던 자신이 인턴십에 참여할 수 있게 조국 교수가 도왔다는 증언이 있었다. 단국대학교 제 1저자 특혜 의혹에 대해서는 대한병리학회가 해당 논문을 취소하였고, 장영표 교수도 다른 이의를 제기하지 않았다. 계속 진행중인 조국 사태에 핵심인물중 한명이다. 현재는 대가성에 대한 의혹은 부인중이지만, 장거리를 왔다갔다 하며, 열심히 인턴십에 참여하는 것이 "기특해서 주었다" 라고 조민을 언급하며, 특혜를 준 것을 인정하였다.